# Ochyraea
Ochyraea es un género de musgos hepáticas perteneciente a la familia Amblystegiaceae. Comprende 8 especies descritas y de estas, solo 7 aceptadas:

## Taxonomía
El género fue descrito por Jiří Váňa y publicado en Journal of Bryology 14: 261. f. 1–3. 1986. La especie tipo es: Ochyraea tatrensis Váňa.
Etimología
Ochyraea: nombre genérico otorgado en honor del briólogo polaco Ryszard Ochyra.

## Especies aceptadas
A continuación se brinda un listado de las especies del género Ochyraea aceptadas hasta junio de 2013, ordenadas alfabéticamente. Para cada una se indica el nombre binomial seguido del autor, abreviado según las convenciones y usos.
- Ochyraea alpestris (Sw. ex Hedw.) Ignatov & Ignatova
- Ochyraea cochlearifolia (Venturi) Ignatov & Ignatova
- Ochyraea duriuscula (De Not.) Ignatov & Ignatova
- Ochyraea mollis (Hedw.) Ignatov
- Ochyraea montana (Lindb.) Ignatov & Ignatova
- Ochyraea norvegica (Schimp.) Ignatov & Ignatova
- Ochyraea smithii (Sw.) Ignatov & Ignatova